# Idalus luteorosea
Idalus luteorosea är en fjärilsart som beskrevs av Rothschild 1909. Idalus luteorosea ingår i släktet Idalus och familjen björnspinnare. Inga underarter finns listade i Catalogue of Life.